# Nhảy cover

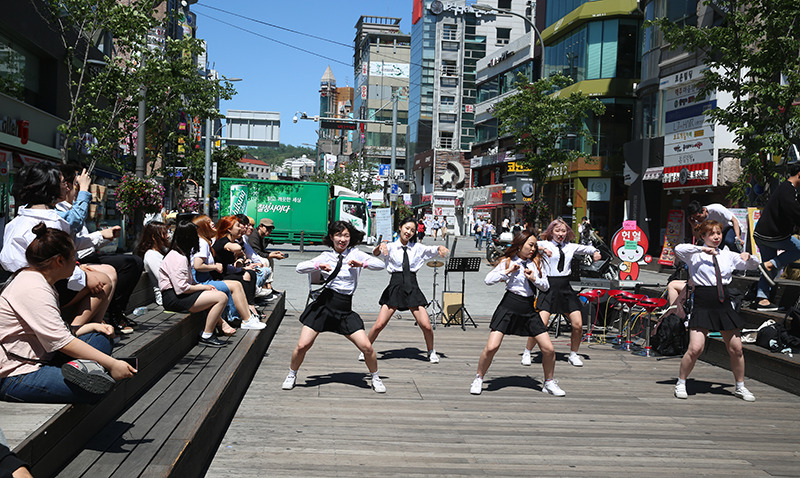
Nhảy cover ở phố đi bộ Xơ-un, Hàn Quốc

Nhảy cover là việc một video clip được đăng tải trên các nền tảng chia sẻ video trong đó người nhảy (các vũ công) tái hiện lại vũ đạo của một video âm nhạc (MV) gốc. Những video có vũ đạo khác với bản gốc cũng được gọi là nhảy cover.